# Paddy Pimblett
Patrick "Paddy" Pimblett, född 3 januari 1995 i Liverpool, är en engelsk MMA-utövare som tävlar i organisationen UFC. Han tävlade tidigare i Cage Warriors där han mellan 10 september 2016 och 1 april 2017 var mästare i fjädervikt.

## Bakgrund
Efter att som 15-åring ha sett Vitor Belfort vinna mot Rich Franklin vid UFC 103 inspirerades Pimblett att i samma stund ge sig ut och löpträna klockan fem på morgonen. En vecka senare tittade han in på Paul Rimmers Next Generation-gym. Där började han omedelbart träna fyra dagar i veckan.

## Karriär

### MMA

#### Tidig karriär
Pimblett debuterade som 17-åring mot den mer erfarne, men inte alltför framgångsrike, engelsmannen Nathan Thompson (4-33). Pimblett vann via TKO i första ronden.

#### Cage Warriors
Pimblett debuterade i organisationen vid Cage Warriors 56 mot den obesegrade CW-debuterande Florian Calin (2-0). Pimblett vann via enhälligt domslut. Efter nio matcher med bara en förlust i organisationen och ett facit överlag om 11-1 fick Pimblett möta den erfarne fransmannen Johnny Frachey (18-10) om den vakanta fjäderviktstiteln vid Cage Warriors 78. Pimblett vann övertygande via TKO i första ronden.
Efter att ha varit borta från MMA-ringen i en 18 månaders-konvalescens mötte Pimblett BAMMA- och Brave CF-veteranen irländaren Decky Dalton (10-4) vid Cage Warriors 113 den 20 mars 2020. Pimblett vann övertygande via KO i första ronden.

#### UFC
"The UFC came in with an offer after I won the belt, but I would
have been an idiot to refuse the offer Cage Warriors gave me.
[...] Cage Warriors was better cash."
 Två gånger försökte UFC utan framgång skriva kontrakt med Pimblett. Första gången sedan han vunnit Cage Warriors fjäderviktstitel, och sedan inför UFC Fight Night 130 i Liverpool maj 2018. Han valde att tacka nej till organisationen båda gångerna. Den andra gången eftersom han fått ett ekonomiskt bättre erbjudande från Cage Warriors. Därefter sade han sig vara redo och när erbjudandet skulle komma en tredje gång skulle han säga ja.
Det tredje erbjudandet kom i mars 2021 och övergången meddelades 29 mars 2021 av både Cage Warriors och UFC samtidigt.

### Grappling
Konvalescensen efter att ha deltagit i en MMA-match vid Cage Warriors 96 mot dansken Bak med en skadad hand drog, enligt Pimblett, ut på tiden och han valde istället att utnyttja tillfället till att göra sin grapplingdebut. Den skedde vid Polaris 11 i Manchester 2019. Han förlorade mot skotten Stevie Ray via inside heel-hook.

## Tävlingsfacit

### MMA
| Resultat | Facit | Motståndare             | Metod                          | Evenemang                             | Datum             | Rond | Tid  | Plats               | Notering                                               |
| -------- | ----- | ----------------------- | ------------------------------ | ------------------------------------- | ----------------- | ---- | ---- | ------------------- | ------------------------------------------------------ |
| Vinst    | 1–0   | Nathan Thompson (ENG)   | TKO (slag)                     | OMMAC 15                              | 16 oktober 2012   | 1    | 1:51 | Liverpool, England  | Bantamviktsdebut                                       |
| Vinst    | 2–0   | Dougie Scott (SCO)      | Submission (flygande triangel) | Cage Contender Fight Stars            | 1 december 2012   | 1    | 2:09 | Liverpool, England  |                                                        |
| Vinst    | 3–0   | Jack Drabble (ENG)      | TKO (slag)                     | OMMAC 17                              | 1 juni 2013       | 1    | 0:21 | Liverpool, England  |                                                        |
| Vinst    | 4–0   | Florian Calin (ENG)     | Domslut (enhälligt)            | Cage Warriors 56                      | 6 juli 2013       | 3    | 5:00 | London, England     |                                                        |
| Förlust  | 4–1   | Cameron Else (ENG)      | Teknisk submission (anakonda)  | Cage Warriors 60                      | 5 oktober 2013    | 1    | 0:35 | London, England     |                                                        |
| Vinst    | 5–1   | Martin Sheridan (IRL)   | Domslut (enhälligt)            | Cage Warriors 65                      | 1 mars 2014       | 3    | 5:00 | Dublin, Irland      | Catchvikt 136,8 lb/70,9 kg. Pimblett vägde in för tung |
| Vinst    | 6–1   | Conrad Hayes (ENG)      | Submission (triangelarmbar)    | Cage Warriors 68                      | 3 maj 2014        | 1    | 3:17 | Liverpool, England  | Catchvikt 141,7 lb/62 kg. Pimblett vägde in för tung   |
| Vinst    | 7–1   | Stephen Martin (ENG)    | TKO (matchläkaren bryter)      | Cage Warriors 73                      | 1 november 2014   | 1    | 5:00 | Newcastle, England  | Fjäderviktsdebut                                       |
| Vinst    | 8–1   | Kevin Petshi (FRA)      | Submission (rear-naked)        | Full Contact Contender 12             | 28 mars 2015      | 2    | 1:56 | Manchester, England | Om den vakanta fjäderviktstiteln                       |
| Vinst    | 9–1   | Miguel Haro (FRA)       | Submission (rear-naked)        | Full Contact Contender 13             | 20 juni 2015      | 1    | 4:46 | Bolton, England     | Försvarade fjäderviktstiteln                           |
| Vinst    | 10–1  | Ashleigh Grimshaw (ENG) | Domslut (enhälligt)            | Cage Warriors 75                      | 15 april 2016     | 3    | 5:00 | London, England     |                                                        |
| Vinst    | 11–1  | Teddy Violet (FRA)      | Submission (rear-naked)        | Cage Warriors 77                      | 8 juli 2016       | 2    | 2:28 | London, England     | Catchvikt 152 lb/69 kg. Pimblett vägde in för tung     |
| Vinst    | 12–1  | Johnny Frachey (FRA)    | TKO (slag)                     | Cage Warriors 78                      | 10 september 2016 | 1    | 1:35 | Liverpool, England  | Om den vakanta fjäderviktstiteln                       |
| Vinst    | 13–1  | Julian Erosa (USA)      | Domslut (enhälligt)            | Cage Warriors Unplugged               | 12 november 2016  | 5    | 5:00 | London, England     | Försvarade fjäderviktstiteln                           |
| Förlust  | 13–2  | Nad Narimani (ENG)      | Domslut (enhälligt)            | Cage Warriors 82                      | 1 april 2017      | 5    | 5:00 | London, England     | Förlorade fjäderviktstiteln                            |
| Vinst    | 14–2  | Alexis Savvidis (GRE)   | Submission (flygande triangel) | Cage Warriors 90                      | 24 februari 2018  | 2    | 0:35 | Liverpool, England  | Lättviktsdebut                                         |
| Förlust  | 14–3  | Søren Bak (DEN)         | Domslut (enhälligt)            | Cage Warriors 96                      | 1 september 2018  | 5    | 5:00 | Liverpool, England  | Om den vakanta lättviktstiteln                         |
| Vinst    | 15–3  | Decky Dalton (IRL)      | TKO (slag)                     | Cage Warriors 113                     | 20 mars 2020      | 1    | 2:51 | Manchester, England |                                                        |
| Vinst    | 16–3  | Davide Martinez (ITA)   | Submission (rear-naked)        | Cage Warriors 122                     | 20 mars 2021      | 1    | 1:37 | London, England     |                                                        |
| Vinst    | 17–3  | Luigi Vendramini (BRA)  | KO (slag)                      | UFC Fight Night: Brunson vs. Till     | 4 september 2021  | 1    | 4:25 | Las Vegas, NV, USA  | Performance of the Night                               |
| Vinst    | 18–3  | Rodrigo Vargas (MEX)    | Submission (rear-naked)        | UFC Fight Night: Volkov vs. Aspinall  | 19 mars 2022      | 1    | 3:49 | London, England     | Performance of the Night                               |
| Vinst    | 19–3  | Jordan Leavitt (USA)    | Submission (rear-naked)        | UFC Fight Night: Blaydes vs. Aspinall | 23 juli 2022      | 2    | 2:46 | London, England     | Performance of the Night                               |
| Vinst    | 20–3  | Jared Gordon (USA)      | Domslut (enhälligt)            | UFC 282                               | 10 december 2022  | 3    | 5:00 | Las Vegas, NV, USA  |                                                        |

### Grappling
| Resultat | Facit | Motståndare      | Metod            | Evenemang  | Datum           | Tid | Plats               | Notering |
| -------- | ----- | ---------------- | ---------------- | ---------- | --------------- | --- | ------------------- | -------- |
| Förlust  | 0–1   | Stevie Ray (SCO) | Inside heel-hook | Polaris 11 | 31 augusti 2019 | n/a | Manchester, England |          |

### Sociala medier
- Paddy Pimblett – Twitter